# توماش کندرشی
توماش کندرشی (انگلیسی: Tamás Kenderesi؛ زادهٔ ۱۳ دسامبر ۱۹۹۶) یک شناگر اهل مجارستان است.
وی در بین‌المللی در مجموع برنده ۲ مدال طلا، ۲ مدال برنز همچون مدال برنز ۲۰۰ متر پروانه در شنا در بازی‌های المپیک تابستانی ۲۰۱۶ شده است.